# نوردبارخه
نوردبارخه (به هلندی: Noordbarge) یک منطقهٔ مسکونی در هلند است که در امن واقع شده‌است.